# Ясашна
Яса́шна (рос. Ясашная) — селище у складі Алапаєвського міського округу (Верхня Синячиха) Свердловської області.
Населення — 476 осіб (2010, 913 у 2002).
Національний склад населення станом на 2002 рік: росіяни — 90 %.